# Innospace
Innospace (en coréen 이노스페이스) est une entreprise sud-coréenne créée en 2017 concevant des lanceurs spatiaux.
Elle prévoit le premier lancement de son lanceur Hanbit-Nano pour juillet 2025.

## Développement

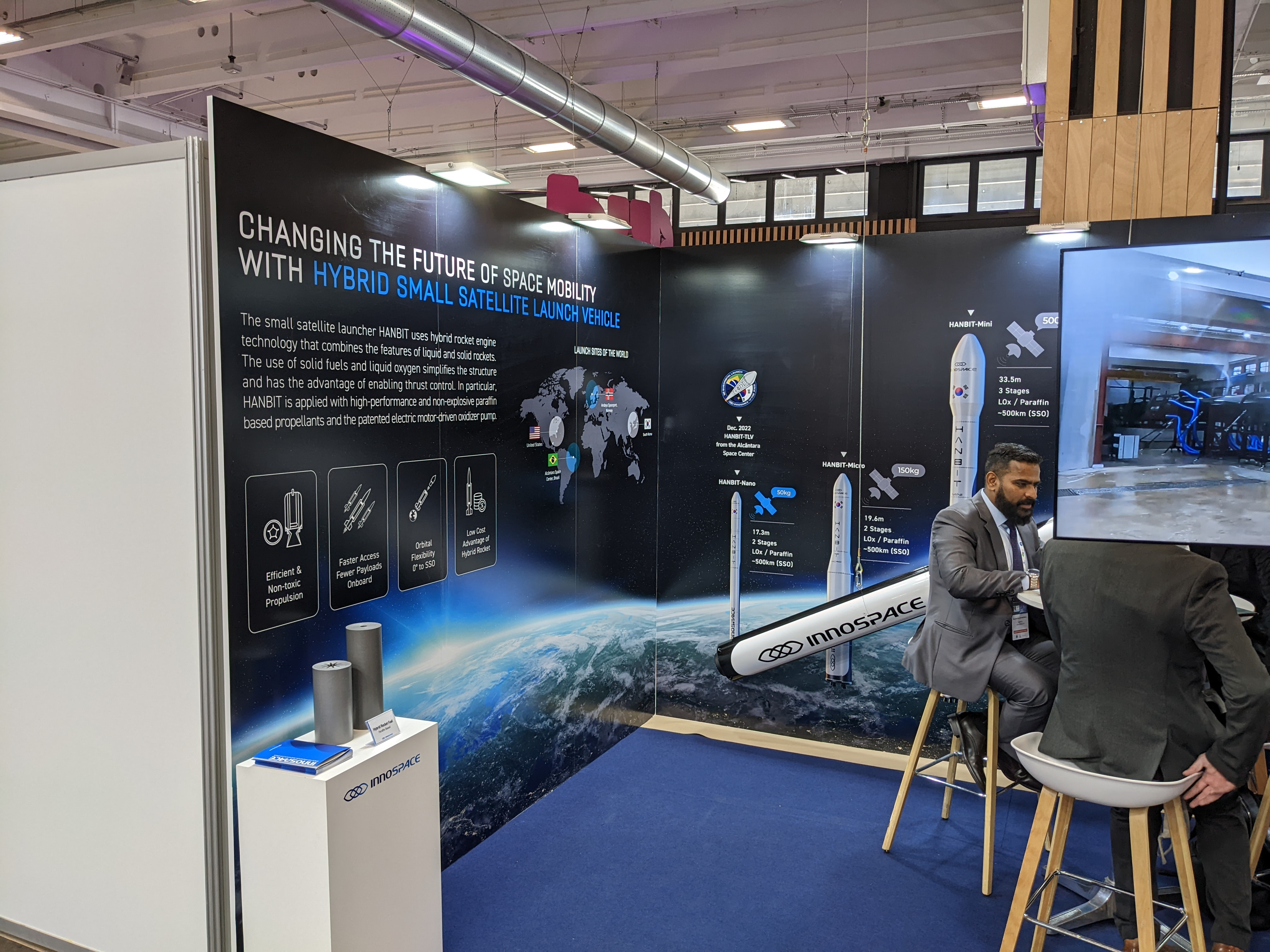
Stand d'Innospace à l'IAC 2022 à Paris

Ayant pour objectif de concevoir des lanceurs à propulsion hybride, l'entreprise développe d'abord un lanceur suborbital. Elle tire pour la première fois Hanbit-TLV, sa fusée-sonde à un seul étage pour un vol suborbital depuis le Centre de lancement d'Alcântara au Brésil le 21 mars 2023,.
Innospace est entrée en bourse le 2 juillet 2024.

### Lanceurs
La société annonce une gamme de trois lanceurs en développement :
- Hanbit-Nano
- Hanbit-Micro
- Hanbit-Mini

Le premier lancement d'Hanbit-Nano est prévu pour juillet 2025.

### Sites de lancement
Plusieurs sites de lancements sont prévus pour qu'Innospace puisse lancer ses fusées :
- Le Centre de lancement d'Alcântara au Brésil[5];
- L'Arnhem Space Centre (en) en Australie[6];
- La Base de lancement d'Andøya en Norvège[7].